# Paracymothoa astyanaxi
Paracymothoa astyanaxi är en kräftdjursart som beskrevs av Lemos de Castro1955. Paracymothoa astyanaxi ingår i släktet Paracymothoa och familjen Cymothoidae. Inga underarter finns listade i Catalogue of Life.